# 沙坪镇 (乐昌市)
沙坪镇，是中华人民共和国广东省韶关市乐昌市下辖的一个乡镇级行政单位。

## 行政区划
沙坪镇下辖以下地区：
茶园村、关山村、雷家窝村、马子坪村、沙坪村、山坪村和柘洞村。